# آرنيس
آرنيس (بالألمانية: Arnis, Germany) هي بلدة ألمانية تقع في ألمانيا في شليسفيغ هولشتاين. يقدر عدد سكانها بـ 308 نسمة .
- قائمة مدن ألمانيا
- آرنسبرغ
- آرناشتاين زاكسن آنهالت

## أعلام
- جاكب جورج كريستيان أدلر
- نيكولاوس شميت